# Stanisław Wałach
Stanisław Wałach ps. „Zdzich” (ur. 30 kwietnia 1919 w Żarkach, zm. 12 stycznia 1999) – uczestnik II wojny światowej w szeregach Gwardii Ludowej i Armii Ludowej, pułkownik Służby Bezpieczeństwa PRL, członek Polskiej Zjednoczonej Partii Robotniczej, publicysta.

## Życiorys
Syn Szczepana i Julii. Do 1939 r. przebywał w domu rodzinnym. Z konspiracyjnym ruchem komunistycznym związał się związał się od 1941 roku. Od jesieni 1942 partyzant oddziału GL im. Jarosława Dąbrowskiego dowodzonego przez Stanisława Barana. Od 1943 członek byczyńskiej grupy wypadowej, uczestniczył w akcjach kolejowych, m.in. w nocy z 24 na 25 listopada 1943 kierował wykolejeniem transportu wojskowego na odcinku Ciężkowice-Balin. Od 27 stycznia 1945 był zastępcą szefa, a od 20 kwietnia szefem Powiatowego Urzędu Bezpieczeństwa Publicznego w Chrzanowie, od 1 lutego 1946 pełnił funkcję szefa PUBP w Limanowej, od 1 kwietnia 1947 szefa PUBP w Nowym Sączu. 1 września 1948 został naczelnikiem Wydziału III Wojewódzkiego Urzędu Bezpieczeństwa Publicznego w Krakowie, a 1 maja 1952 inspektorem przy kierownictwie WUBP w Krakowie. Od 24 listopada 1952 był słuchaczem Kursu Aktywu Kierowniczego przy MBP, od 12 sierpnia 1953 w dyspozycji dyrektora Departamentu Kadr MBP. Od 15 sierpnia 1953 był zastępcą szefa WUBP w Kielcach, od 1 listopada 1954 został p.o. szefa WUBP w Kielcach.
1 stycznia 1955 został zastępcą i p.o. kierownika WUdsBP w Kielcach, a od 1 grudnia 1955 szefem WUdsBP w Kielcach, od 22 listopada 1956 w dyspozycji dyrektora Departamentu Kadr i Szkolenia KdsBP. Od 16 stycznia 1957 zastępca komendanta wojewódzkiego Milicji Obywatelskiej ds. Służby Bezpieczeństwa w Białymstoku, od 1 sierpnia 1959 II zastępca komendanta wojewódzkiego MO ds. SB w Krakowie, od 15 marca 1969 I zastępca komendanta wojewódzkiego ds. SB w Krakowie, od 3 września 1974 w dyspozycji dyrektora Departamentu Kadr SB Ministerstwa Spraw Wewnętrznych. Zwolniony z resortu 15 lutego 1976.
Autor trzech książek pt. "Był w Polsce czas”, "Partyzanckie noce"  i "Świadectwo tamtym dniom” wydanych w 1969, 1970 i 1976 r. ukazujących walkę o władzę w powojennej Polsce między komunistami a podziemiem zbrojnym.
Opinia wielu polskich komunistów o członkach polskiego podziemia zbrojnego różniła się od ich oceny wydanej przez Stanisława Wałacha, cyt. 

Naszymi przeciwnikami byli ludzie niewątpliwie twardzi, zahartowani w walce i zmaganiach z przeciwnościami, odporni psychicznie i niebezpieczni, przebiegli, niekiedy z cenzusami. W argumentacji propagandowej nie ukazywali jednak szerszych horyzontów. Należeli do kategorii ludzi czynu i zadowalało ich monotonne wieszczenie, że walczą za Boga i Ojczyznę, a przeciw Żydom i komunistom.

.
W latach 1971–1974 był prezesem Gwardyjskiego Towarzystwa Sportowego „Wisła” Kraków. Jego siostra Bronisława była żoną ministra spraw wewnętrznych PRL Franciszka Szlachcica.

## Odznaczenia
- Order Sztandaru Pracy II klasy[8]
- Krzyż Komandorski Orderu Odrodzenia Polski[9]
- Order Krzyża Grunwaldu III klasy
- Krzyż Srebrny Orderu Virtuti Militari
- Krzyż Walecznych
- Krzyż Partyzancki
- Srebrny Krzyż Zasługi[10]
- Srebrny Medal „Zasłużonym na Polu Chwały”
- Medal 30-lecia Polski Ludowej
- Medal 40-lecia Polski Ludowej
- Medal Zwycięstwa i Wolności 1945
- Medal „Za zasługi dla obronności kraju”
- Wielka złota odznaka honorowa "Zasłużonemu w rozwoju województwa katowickiego" (1985)[11]

i inne